# Protestantische Kirche (Wollmesheim)
Die Protestantische Kirche in Wollmesheim ist das älteste Kirchengebäude der Pfalz. Sie wurde 1040 dem heiligen Kreuz geweiht und erhielt um 1450 das Patrozinium des hl. Mauritius. Bis zum Bau einer katholischen Kirche im Jahre 1932 bestand ein Simultaneum.

## Geschichte
Anstelle einer bereits 991 erwähnten hölzernen Kirche wurde die heutige Dorfkirche um 1030 errichtet. Umfangreiche Mauerteile des Langhauses, insbesondere die Eckkanten aus Quadersteinen, sind bis heute erhalten. Am 18. August 1040 wurde sie von dem Speyerer Bischof Sigibodo zu Ehren unseres Herrn Jesus Christus, seines glorreichen Kreuzes und der Heiligen Jungfrau und Gottesmutter Maria geweiht. Der 24 m hohe Turm wurde zwischen 1095 und 1105 erbaut und ist vollständig erhalten. Die Holzbalken stammen aus der Erbauungszeit. Er bietet Platz für ein dreistimmiges Geläut (gis′-h′-cis″), dessen mittlere Glocke Ende des 13. Jahrhunderts von Meister Thomas in Trier gegossen wurde und als eine der drei ältesten Glocken der Pfalz gilt. Im 18. Jahrhundert wurde das Kirchenschiff nach Osten hin verlängert und erhöht. Zudem erhielt die Kirche – der Barockzeit entsprechend – große rundbogige Fenster und ein Barockportal an der Südseite. Zum 950. Kirchenjubiläum 1990 wurde die Kirche einer gründlichen Außenrenovierung unterzogen, wobei zwei salische Sandsteinsarkophage aus der Zeit um 1025/1030 und zwei Taufsteine ausgegraben wurden. Dabei wurde auch das ursprüngliche Westportal am Turm geöffnet. 1994 wurde einer der verschütteten Taufsteine im Altarbereich der Kirche aufgestellt.

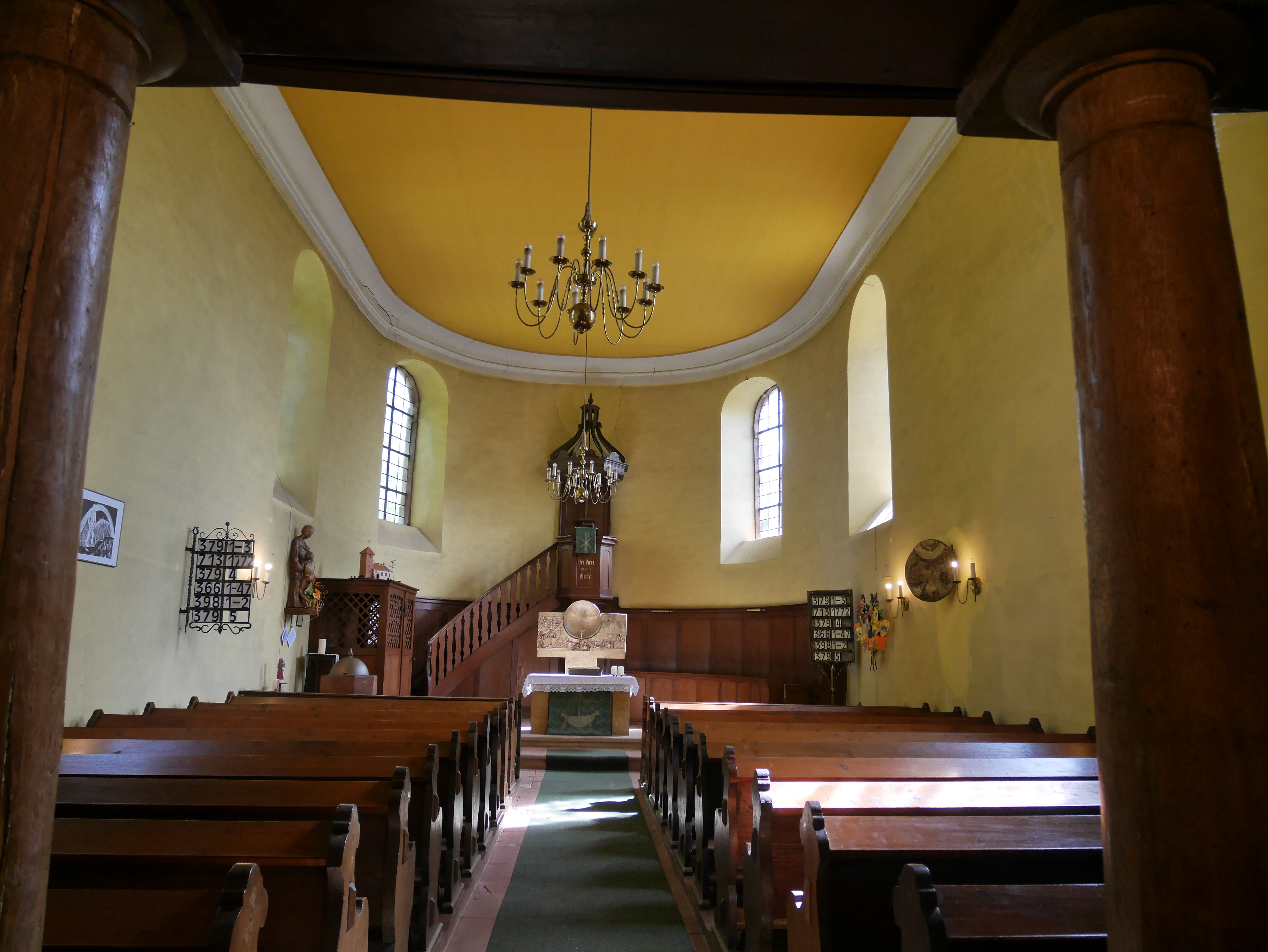
Langhaus
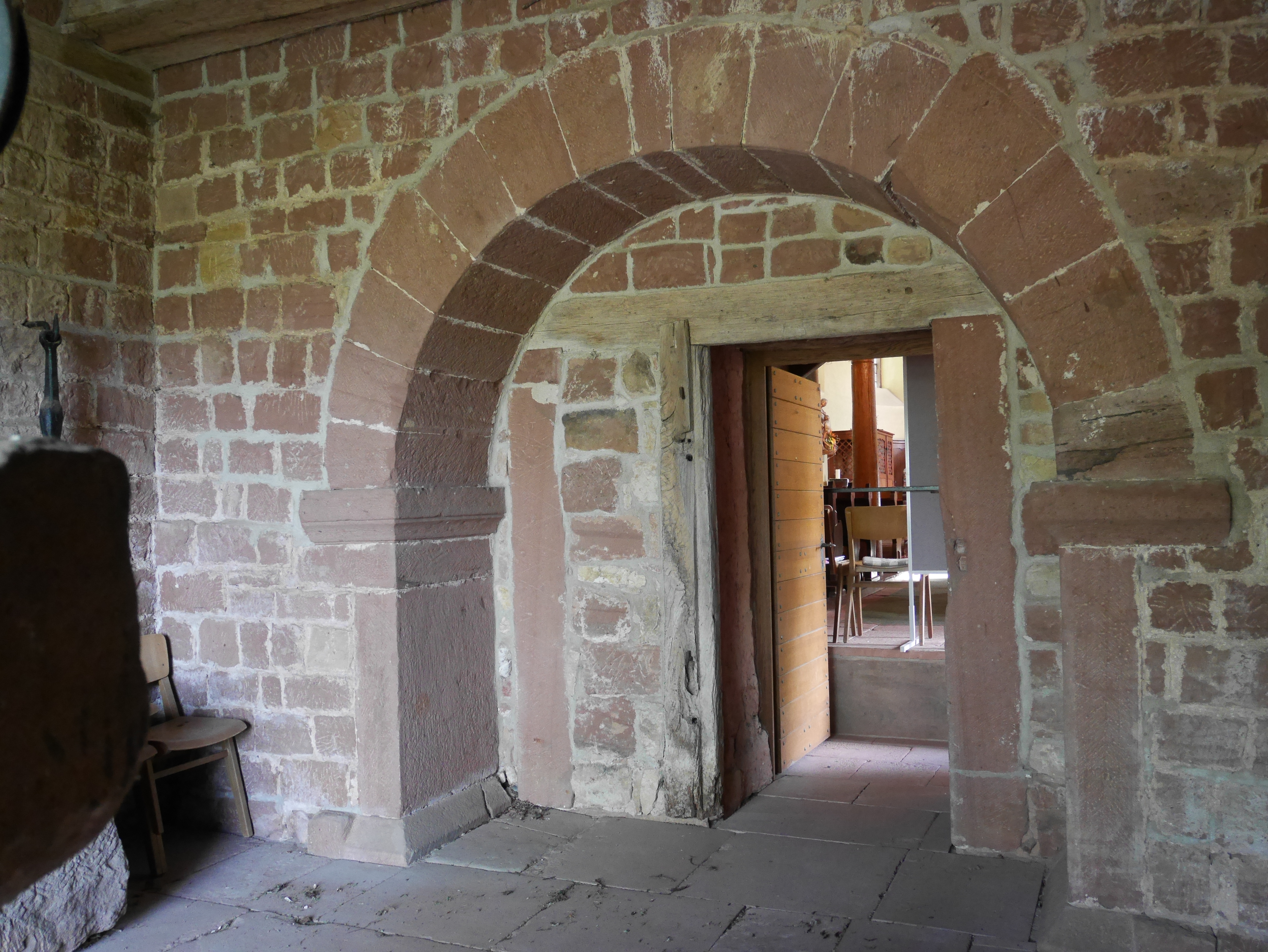
Romanisches Portal Turm
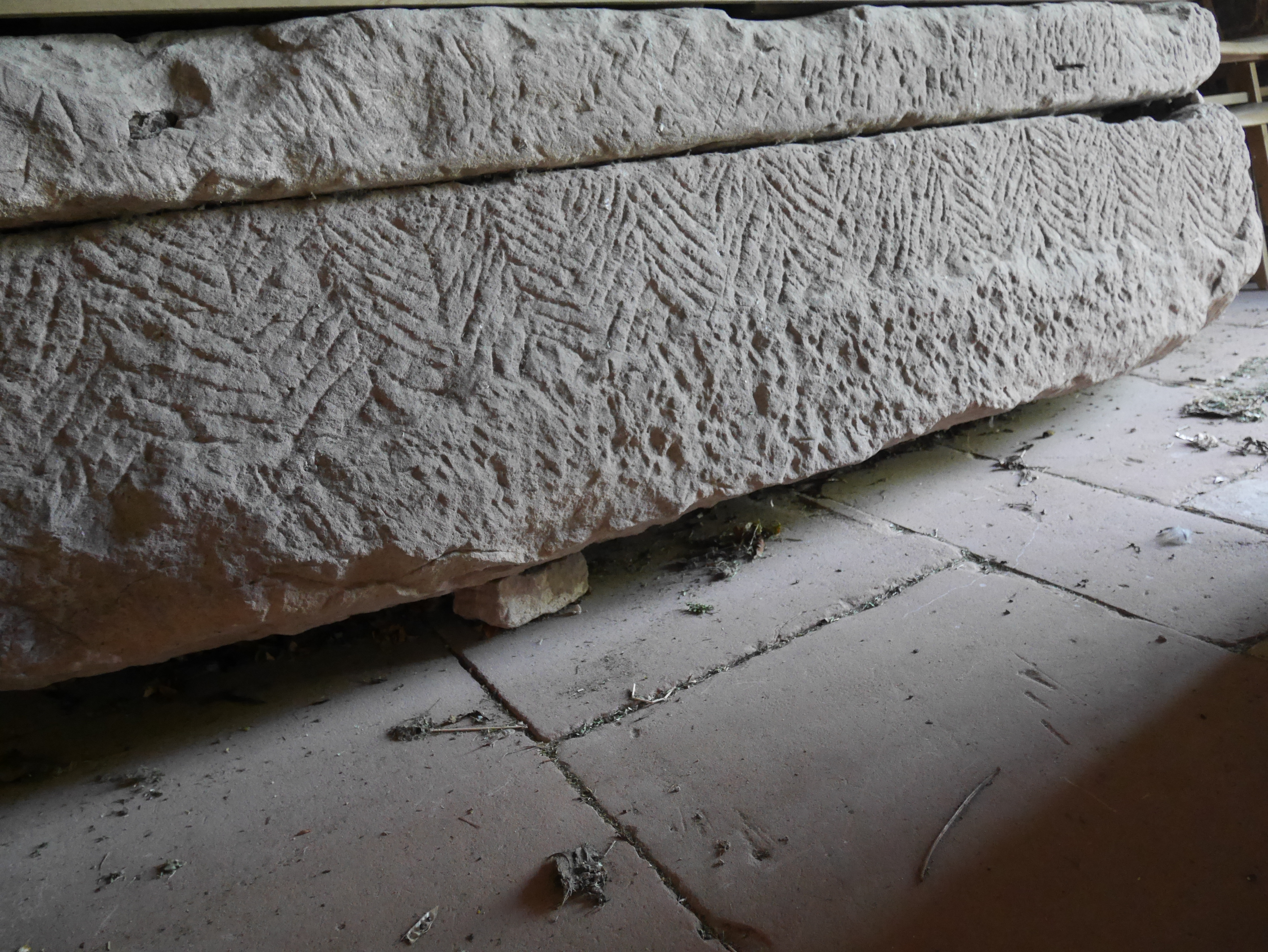
Salischer Sarkophag heute im Turm
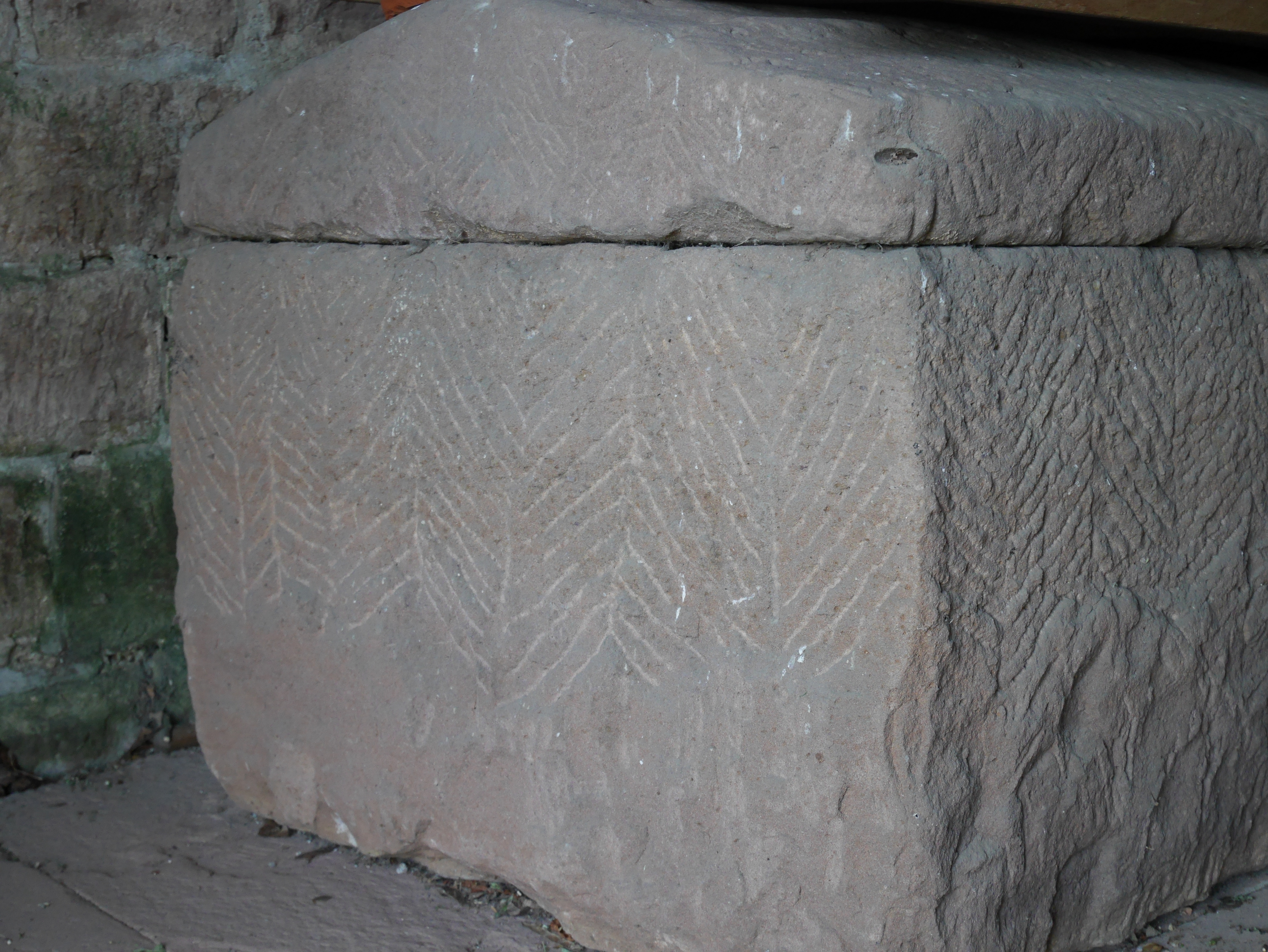
Weiterer Sarkophag mit Fischgrätenmuster Stirnseite
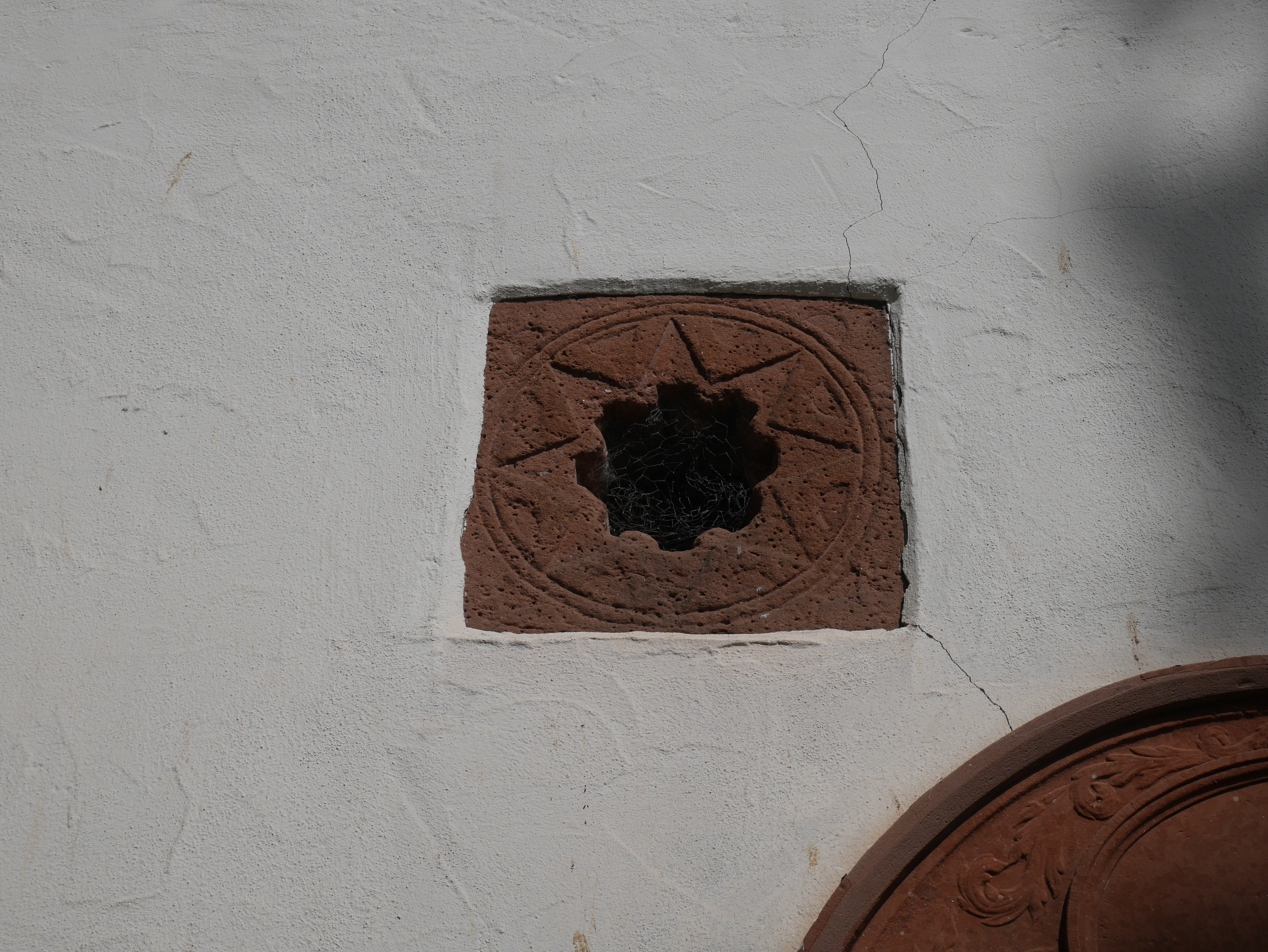
Sternfenster Südportal
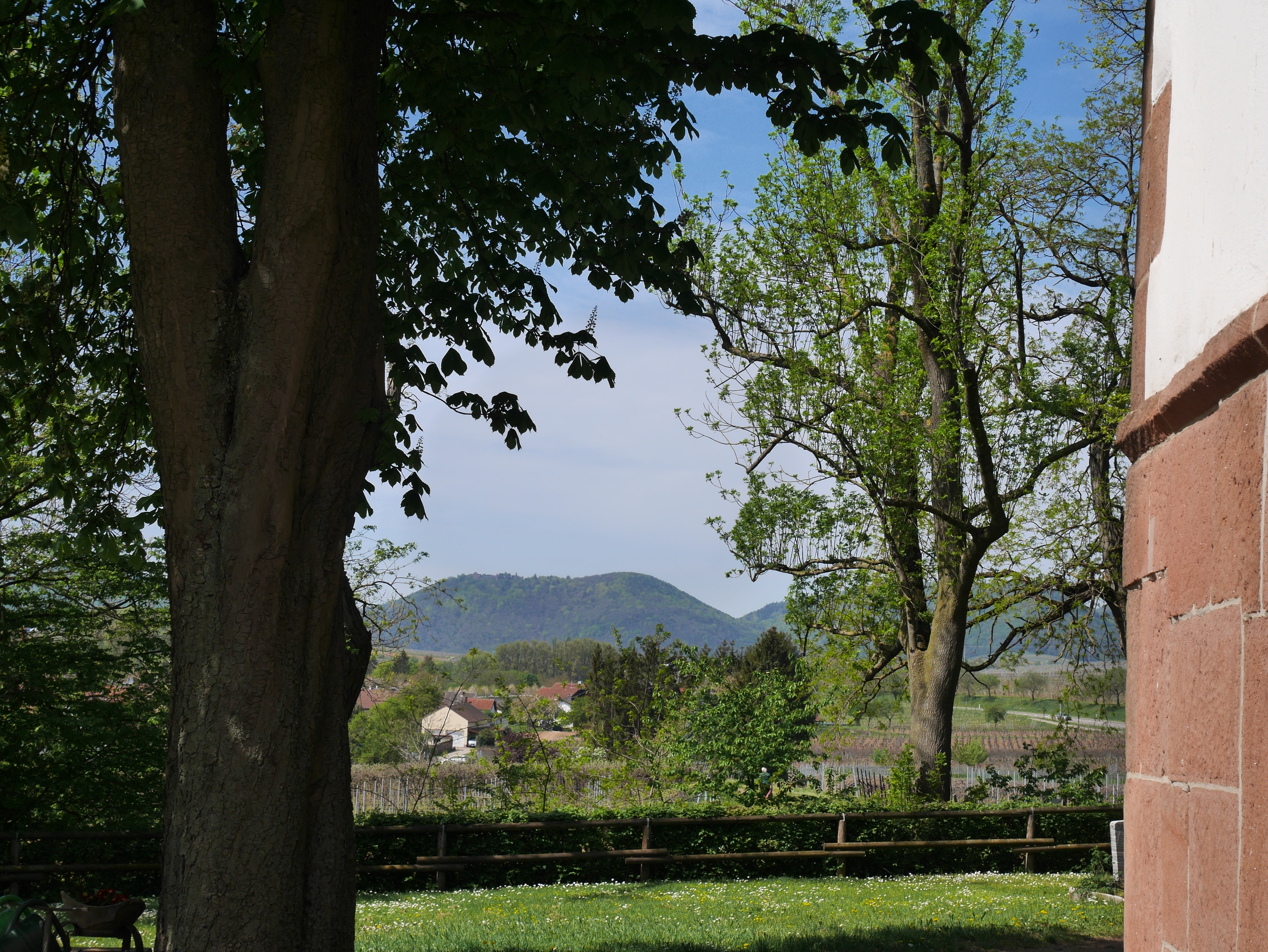
Lage der Kirche mit Blick auf den Pfälzerwald